# Sutton Waldron
Sutton Waldron è un villaggio e parrocchia civile dell'Inghilterra, appartenente alla contea del Dorset.